# Krasninsky (huyện của Lipetsk)
Huyện Krasninsky (tiếng Nga: ? райо́н) là một huyện hành chính tự quản (raion), của Tỉnh Lipetsk, Nga. Huyện có diện tích 932 kilômét vuông, dân số thời điểm ngày 1 tháng 1 năm 2000 là 15000 người. Trung tâm của huyện đóng ở Krasnoye.